# خالید (خواننده)
خالد دونل رابینسون (انگلیسی: Khalid Donnel Robinson؛ زاده ۱۱ فوریهٔ ۱۹۹۸) شناخته شده به نام خالید، خواننده و ترانه‌سرای آفریقایی‌تبار اهل ایالات متحده آمریکا است.او در سال ۲۰۱۸ آهنگ دوست داشتنی را با بیلی آیلیش خواند.وی در تاریخ 27Nov 2024 اعلام کرده که همجنسگراست.